# Pitkäjärvi (sjö i Ylöjärvi, Birkaland, 62,01 N, 23,41 Ö)
Pitkäjärvi är en sjö i kommunen Ylöjärvi i landskapet Birkaland i Finland. Arean är 50 hektar och strandlinjen är 6,86 kilometer lång. Sjön  ingår i Kumo älvs huvudavrinningsområde.   Den ligger omkring 59 km norr om Tammerfors och omkring 220 km norr om Helsingfors. 